# Listă de filme Fox Searchlight Pictures (2000–2009)
Aceasta este o listă de filme produse de studioul de film american Fox Searchlight Pictures (acum Searchlight Pictures) din 2000 până în 2009.
| Premiera           | Titlu                      | Note |
| ------------------ | -------------------------- | --- |
| 25 februarie 2000  | The Closer You Get         | |
| 17 martie 2000     | Soft Fruit                 | distribuție numai în teritoriile de limbă engleză |
| 1 septembrie 2000  | Chinese Coffee             | doar distribuție |
| 22 septembrie 2000 | Femeia mereu deasupra      | |
| 6 octombrie 2000   | Dansatorii                 | |
| 22 noiembrie 2000  | Marchizul de Sade          | Nominalizare - Premiul Asociației Criticilor de Film pentru cel mai bun film |
| 13 aprilie 2001    | Înmormântarea              | [ 2 ] |
| 15 iunie 2001      | Ultima lovitură            | distribuție numai în America de Nord și Latină, Spania, Africa de Sud, Turcia, Australia și Noua Zeelandă BIFA pentru cel mai bun film independent britanic Nominalizare - Premiul BAFTA pentru cel mai bun film britanic Nominalizare - Premiul Independent Spirit pentru cel mai bun film străin |
| 10 august 2001     | Ape adanci                 | distribuție numai în afara Italiei și Franței |
| 19 octombrie 2001  | Vis și realitate           | doar distribuție; produs de Thousand Words |
| 15 februarie 2002  | Superpolitiștii            | doar distribuție |
| 13 martie 2002     | Tentațiile Jessicăi Stein  | doar distribuție |
| 7 august 2002      | Fata bună                  | distribuție numai în America de Nord și Latină, Regatul Unit, Australia, Asia și Africa de Sud Nominalizare - Premiul Independent Spirit pentru cel mai bun film |
| 21 august 2002     | Obsesia                    | |
| 20 septembrie 2002 | Admiratoarele... din '60   | [ 6 ] |
| 11 octombrie 2002  | O relație dulce și picantă | [ 7 ] |
| 20 decembrie 2002  | Antwone Fisher             | [ 8 ] |
| 14 martie 2003     | Driblează ca Beckham       | distribuție doar în America de Nord și de Sud |
| 4 aprilie 2003     | Hoțul cinstit              | distribuție doar în SUA |
| 2 mai 2003         | În pași de dans            | distribuție în teritoriile de limbă engleză, numai Franța și Italia |
| 16 mai 2003        | Euro-mix                   | distribuție doar în America de Nord Nominalizare - César pentru cel mai bun film |
| 27 iunie 2003      | După 28 de zile            | Nominalizare - BIFA pentru cel mai bun film independent britanic doar distribuție; produs de DNA Films |
| 18 iulie 2003      | Tineri și anonimi          | [ 11 ] |
| 25 iulie 2003      | Lucía, Lucía               | distribuție numai în America de Nord, Australia, Noua Zeelandă, Franța, Japonia și anumite teritorii din America Latină, Asia și Orientul Mijlociu |
| 8 august 2003      | Divorțul                   | |
| 22 august 2003     | Treisprezece               | distribuție numai în afara Regatului Unit și Irlandei; coproducție cu Working Title Films |
| 26 noiembrie 2003  | In America                 | Nominalizare - Premiul Asociației Criticilor de Film pentru cel mai bun film Nominalizare - Premiul Independent Spirit pentru cel mai bun film |
| 6 februarie 2004   | Visătorii                  | distribuție numai în teritoriile de limbă engleză și America Latină; coproducție cu Recorded Picture Company, Fiction Cinematografica și Peninsula Films |
| 27 februarie 2004  | Clubul Groazei             | |
| 26 martie 2004     | Răzbunare și iertare       | |
| 7 aprilie 2004     | Vacanță cu familia Johnson | |
| 11 iunie 2004      | Napoleon Dynamite          | distribuție numai în America de Nord și Latină, Italia și Japonia; produs de Napoleon Pictures și Access Films; Paramount Pictures și MTV Films s-au ocupat de teritorii internaționale |
| 2 iulie 2004       | Răpire de persoană         | |
| 30 iulie 2004      | Garden State               | doar distribuție în America de Nord; Miramax Films s-a ocupat de teritorii internaționale |
| 1 octombrie 2004   | Eu iubesc Huckabees        | distribuție în majoritatea teritoriilor de limbă engleză, America Latină, Italia și Germania |
| 22 octombrie 2004  | In vino veritas            | Premiul Asociației Criticilor de Film pentru cel mai bun film Premiul Globul de Aur pentru cel mai bun film (muzical/comedie) Premiul Gotham Independent Film pentru cel mai bun lungmetraj Premiul Independent Spirit pentru cel mai bun film Nominalizare - Premiul Oscar pentru cel mai bun film Nominalizare - Premiul Producers Guild of America pentru cel mai bun film |
| 12 noiembrie 2004  | Kinsey                     | distribuție numai în America de Nord și Latină, Regatul Unit și Italia Nominalizare - Premiul Asociației Criticilor de Film pentru cel mai bun film Nominalizare - Premiul Globul de Aur pentru cel mai bun film dramatic Nominalizare - Premiul Independent Spirit pentru cel mai bun film |
| 18 martie 2005     | Melinda și Melinda         | |
| 29 aprilie 2005    | Milioane                   | coproducție cu Pathé, UK Film Council, BBC Films, Mission Pictures, Inside Track 2 și Ingenious Film Partners |
| 16 septembrie 2005 | Separate Lies              | |
| 23 septembrie 2005 | Magie pe role              | ca Fox 2000 Pictures; coproducție cu State Street Pictures |
| 11 noiembrie 2005  | Cutia cu secrete           | coproducție cu Regency Enterprises |
| 23 decembrie 2005  | Concurentul                | |
| 27 ianuarie 2006   | Căsnicie în trei           | distribuție numai în America de Nord și Latină, Italia, Franța și Japonia |
| 17 februarie 2006  | Rondul de noapte           | coproducție cu Pervîi Kanal, Tabbak și Bazelevs Company |
| 10 martie 2006     | Dealuri însângerate        | |
| 17 martie 2006     | Mulțumim că fumați!        | distribuție numai în afara Italiei, Franței, Benelux, Elveției și Scandinaviei Nominalizare - Premiul Asociației Criticilor de Film pentru cel mai bun film de comedie Nominalizare - Premiul Globul de Aur pentru cel mai bun film (muzical/comedie) |
| 7 aprilie 2006     | Fete cu greutate           | |
| 28 aprilie 2006    | Apă                        | distribuție doar în SUA |
| 26 iulie 2006      | Fiecare se crede normal    | doar distribuție César pentru cel mai bun film străin Premiul Independent Spirit pentru cel mai bun film Premiul Producers Guild of America pentru cel mai bun film Nominalizare - Premiul Oscar pentru cel mai bun film Nominalizare - Premiul BAFTA pentru cel mai bun film Nominalizare - Premiul Asociației Criticilor de Film pentru cel mai bun film Nominalizare - Premiul Globul de Aur pentru cel mai bun film (muzical/comedie) |
| 18 august 2006     | Ai încredere în bărbați!   | distribuție numai în America de Nord, Argentina, Paraguay, Uruguay, Chile, Benelux, China, Columbia, Franța, Hong Kong, India, Japonia, Mexic, Coreea de Sud, Elveția și Taiwan |
| 15 septembrie 2006 | Confetti                   | |
| 29 septembrie 2006 | Ultimul rege al Scoției    | Premiul BAFTA pentru cel mai bun film britanic Nominalizare - Premiul BAFTA pentru cel mai bun film Nominalizare - Premiul Academiei Europene de Film pentru cel mai bun film |
| 17 noiembrie 2006  | Poporul Fast Food          | doar distribuție în SUA, coproducție cu Participant Productions, BBC Film și HanWay Films |
| 24 noiembrie 2006  | Băieții care fac istoria   | |
| 22 decembrie 2006  | Jurnalul unui scandal      | Nominalizare - Premiul BAFTA pentru cel mai bun film britanic Nominalizare - BIFA pentru cel mai bun film independent britanic Nominalizare - Premiul Asociației Criticilor de Film pentru cel mai bun film |
| 9 martie 2007      | Puterea numelui            | |
| 16 martie 2007     | Cred că îmi iubesc nevasta | coproducție cu UTV Motion Pictures |
| 11 mai 2007        | După 28 de săptămâni       | |
| 18 mai 2007        | Once - Odată ca niciodată  | distribuție doar în America de Nord Premiul Independent Spirit pentru cel mai bun film internațional Nominalizare - BIFA pentru cel mai bun film internațional independent |
| 25 mai 2007        | Rețeta dragostei           | doar distribuție |
| 1 iunie 2007       | Rondul de zi               | coproducție cu Pervîi Kanal, Tabbak și Bazelevs Company |
| 6 iulie 2007       | Joshua                     | doar distribuție |
| 27 iulie 2007      | Spre Soare                 | |
| 26 octombrie 2007  | Un tren numit Darjeeling   | coproducție cu Indian Paintbrush |
| 30 noiembrie 2007  | Familia Savage             | |
| 5 decembrie 2007   | Juno                       | distribuție doar în SUA Premiul Asociației Criticilor de Film pentru cel mai bun film de comedie Premiul Independent Spirit pentru cel mai bun film Nominalizare - Premiul Oscar pentru cel mai bun film Nominalizare - Premiul Globul de Aur pentru cel mai bun film (muzical/comedie) Nominalizare - Premiul Producers Guild of America pentru cel mai bun film |
| 28 martie 2008     | Sub aceeași lună           | co-distribuție cu The Weinstein Company |
| 11 aprilie 2008    | Young@Heart                | distribuție doar în America de Nord |
| 11 aprilie 2008    | Stăpânii străzilor         | doar distribuție; coproducție cu Regency Enterprises - 3 Arts Entertainment |
| 26 septembrie 2008 | Choke                      | doar distribuție |
| 17 octombrie 2008  | Viața secretă a albinelor  | |
| 14 noiembrie 2008  | Vagabondul milionar        | co-distribuție în SUA numai cu Warner Bros. Pictures; produs de Celador Films, Film4 și Pathé Premiul Oscar pentru cel mai bun film Premiul BAFTA pentru cel mai bun film BIFA pentru cel mai bun film independent britanic Premiul Asociației Criticilor de Film pentru cel mai bun film Premiul Academiei Europene de Film pentru cel mai bun film Premiul Globul de Aur pentru cel mai bun film dramatic Premiul Consiliului Național al Criticilor pentru cel mai bun film Premiul Producers Guild of America pentru cel mai bun film Premiul Popular al Festivalului Internațional de Film de la Toronto Nominalizare - Premiul BAFTA pentru cel mai bun film britanic |
| 19 decembrie 2008  | Luptătorul                 | distribuție doar în SUA Leul de Aur Premiul Independent Spirit pentru cel mai bun film Nominalizare - Premiul Asociației Criticilor de Film pentru cel mai bun film |
| 16 ianuarie 2009   | Notorious                  | [ 18 ] |
| 13 martie 2009     | Miss Martie                | ca Fox Atomic |
| 5 iunie 2009       | Sejur cu surprize          | distribuție doar în America de Nord, Franța, Australia și Noua Zeelandă |
| 17 iulie 2009      | 500 de zile cu Summer      | numai distribuție Nominalizare - Premiul Asociației Criticilor de Film pentru cel mai bun film de comedie Nominalizare - Premiul Globul de Aur pentru cel mai bun film (muzical/comedie) Nominalizare - Premiul Independent Spirit pentru cel mai bun film |
| 31 iulie 2009      | Adam                       | numai distribuție |
| 2 octombrie 2009   | Dă-i bătaie!               | distribuție doar în America de Nord |
| 23 octombrie 2009  | Amelia                     | |
| 30 octombrie 2009  | Gentlemen Broncos          | |
| 18 decembrie 2009  | Inimă nebună               | numai distribuție |